# Bełczna (gromada)
Bełczna – dawna gromada, czyli najmniejsza jednostka podziału terytorialnego Polskiej Rzeczypospolitej Ludowej w latach 1954–1972.
Gromady, z gromadzkimi radami narodowymi (GRN) jako organami władzy najniższego stopnia na wsi, funkcjonowały od reformy reorganizującej administrację wiejską przeprowadzonej jesienią 1954 do momentu ich zniesienia z dniem 1 stycznia 1973, tym samym wypierając organizację gminną w latach 1954–1972.
Gromadę Bełczna z siedzibą GRN w Bełcznej utworzono – jako jedną z 8759 gromad na obszarze Polski – w powiecie łobeskim w woj. szczecińskim na mocy uchwały nr V/46/54 WRN w Szczecinie z dnia 5 października 1954. W skład jednostki weszły obszary dotychczasowych gromad Bełczna, Klępnica, Łobżany, Poradz, Prusinowo, Przyborze i Worowo ze zniesionej gminy Bełczna w tymże powiecie. Dla gromady ustalono 18 członków gromadzkiej rady narodowej.
1 stycznia 1962 do gromady Bełczna włączono miejscowości Karwowo i Karwówko z gromady Radowo Małe w tymże powiecie.
Gromadę zniesiono 1 stycznia 1972, a jej obszar włączono do gromad Starogard (miejscowości Nacmierz i Przemysław) i Łobez (miejscowości Bełczna, Dalno, Głowice, Karwowo, Karwówko, Klępnica, Łobżany, Poradz, Prusinowo, Przyborze i Trzesczyna oraz wieś i stacja kolejowa Worowo) w tymże powiecie.